# Tom Parker (zenei menedzser)
Tom Parker ezredes (Breda, Hollandia, 1909. június 26. – Las Vegas, Nevada, USA, 1997. január 21.), születési nevén Andreas Cornelis van Kuijk, holland születésű amerikai vállalkozó, Elvis Presley menedzsere. Elvis karrierjében betöltött szerepe vitatott, ma is sok kritika és kérdés övezi. Valójában sohasem volt ezredes, még közlegény sem.

## Élete
A hollandiai Bredában született 1909-ben. Születése után árvaházba került, ahonnan az USA-ba szökött. Itt mutatványosként kezdte, tenyérolvasó bódét üzemeltetett. 1930-ban beállt az amerikai hadseregbe, ahonnan 1931-ben megszökött. Az "ezredes" címet Louisiana kormányzója adományozta neki. 1935-ben feleségül vette a 27 éves Marie Francis Mott-ot. Minden trükköt bevetett, hogy sztárt csináljon ügyfeleiből.
A második világháború után Hank Snow-val szerződött. Ezt követően sok „Hank Snow Tours”-ban részt vett. Egy ilyen eseményen találkozott össze Elvis Presley-vel.
Ő juttatta fel Elvist a csúcsra, ám mindezt a saját anyagi jóléte érdekében tette. Elvis Presley-t a haláláig újabb fellépésekre ösztönözte, még súlyos betegként is. Épp ezért Elvis számos rajongója és több életrajzírója „Parker ezredest” gátlástalan és lelketlen kizsákmányolónak tartja.
Elvis halála után sem keresett új sztárt. Ahogyan fogalmazott: „Elvis Presley-nek csak a teste halt meg.”

## Emlékezete
- Elvis, 2022-es amerikai film